# أدابيس

أدابيس (الاسم العلمي:Adapis) هو جنس من الحيوانات يتبع فصيلة الأدابيسية من رتبة الرئيسيات.

## أنواع
- أدابيس بروني (الاسم العلمي:Adapis bruni)
- أدابيس كولنسوناي (الاسم العلمي:Adapis collinsonae)
- أدابيس كبير (الاسم العلمي:Adapis magnus)
- أدابيس باريسي (الاسم العلمي:Adapis parisiensis)
- أدابيس سودري (الاسم العلمي:Adapis sudrei)

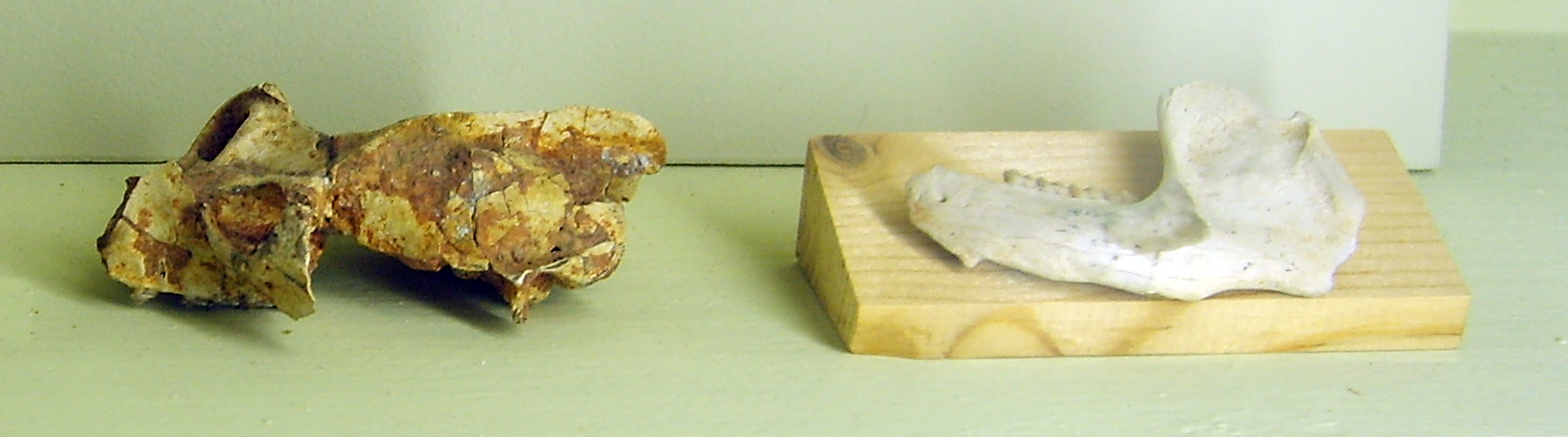
جمجمة وفك سفلي لأدابيس باريسي في متحف التاريخ الطبيعي في برلين